# 1072
Cette page concerne l'année 1072  du calendrier julien.
L'année 1072 est une année bissextile qui commence un dimanche.

## Événements
- 10 janvier : les Normands et leurs troupes, dirigés en mer par Robert Guiscard, et sur terre par son frère Roger Bosse, prennent Palerme aux Musulmans[1].
- 2 mai : translation des reliques de Boris et Gleb à Vychgorod[2]. Elle est précédée de la rédaction du Dit sur les Martyrs. Époque probable de la promulgation de la Justice Russe (rédaction brève) par les fils de Iaroslav le Sage réunis à cette occasion[3].

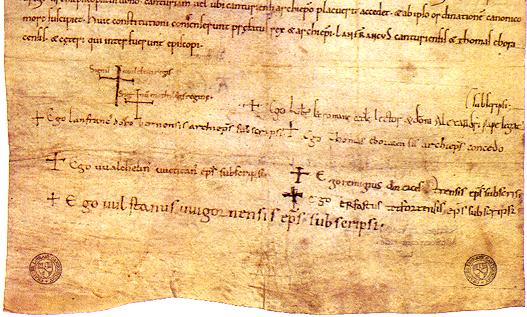
8 avril : Accord de Winchester, signé entre autres par Guillaume le Conquérant, Mathilde de Flandre et Lanfranc.

- 8 avril - 27 mai : accord de Winchester. Primauté de l'archevêque de Cantorbéry sur l'archevêque d'York[4]. Lanfranc, qui est nommé primat d’Angleterre, commence la réforme de l’Église Anglaise (fin en 1089). Il abolit le culte de nombreux saints, et remplace de nombreux lieux de culte. La hiérarchie de l’Église est presque totalement recomposée de Normands ou de Français (un Anglais sur 16 évêques en 1100).
- 7 octobre : Sanche le Fort, qui voulait reconstituer le royaume de son père en luttant contre ses frères, meurt assassiné devant Zamora. Son frère ennemi, Alphonse VI le Vaillant, roi de León, est reconnu comme roi de Castille par les Grands à Burgos (fin de règne en 1109). Rodrigo Diaz de Bivar, dit le Cid, qui servait Sanche, passe du côté d'Alphonse VI qui lui donne sa cousine, Jimena Diaz, en mariage (19 juillet 1074), et l’envoie collecter les « parias », tributs dus par les royaumes musulmans[5].
- Automne : les nobles bulgares révoltés contre Byzance reconnaissent Constantin Bodin comme tsar sous le nom de Pierre III. Il doit abdiquer la même année sous la pression byzantine[6].
- 15 décembre : Alp Arslan est tué lors d’une campagne contre les Karakhanides. Son fils Malik Shah Ier, encore mineur, lui succède comme sultan des Seldjoukides[7]. Ce n’est pas un chef militaire mais essentiellement un administrateur préoccupé d’aménager les conquêtes (fin de règne en 1092).

- Expédition de Guillaume le Conquérant en Écosse. Le roi Malcolm lui rend hommage à Abernethy[8].
- Philippe Ier, roi des Francs, épouse Berthe de Hollande, belle-fille de Robert le Frison, que Philippe reconnaît comme comte de Flandre[9].
- Stanislas de Szczepanów devient évêque de Cracovie[10].
- Robert le Frison fonde le chapitre et l'école collégiale de Saint-Pierre de Douai[11].